# Signal (software)
Signal is een platformonafhankelijke versleutelde berichtenservice die is ontwikkeld door de non-profit Signal Foundation en Signal Messenger LLC. Het gebruikt het internet om privé- en groepsberichten te versturen. Ook het versturen van spraakberichten, afbeeldingen, video's, en andere bestanden is mogelijk. Daarnaast kunnen gebruikers met elkaar (video)bellen en beeld-, tekst- en videoverhalen delen.
Signal gebruikt mobiele telefoonnummers om gebruikersaccounts te registreren, maar gebruikers kunnen hun telefoonnummer voor anderen verbergen en optioneel een gebruikersnaam aanmaken. Signal gebruikt end-to-end-encryptie om de communicatie tussen Signal-gebruikers te beveiligen. De apps bevatten mechanismes waarmee gebruikers onafhankelijk de identiteit van hun contacten kunnen verifiëren, alsmede de integriteit van de communicatie. Daarnaast is er een clienttoepassing voor computers die kan worden gekoppeld aan de mobiele app, zodat gebruikers ook vanaf hun computer berichten kunnen sturen. Het opensource encryptie-protocol van Signal, genaamd Signal Protocol, wordt gebruikt door meerdere populaire apps zoals WhatsApp om hun communicatie sterk te beveiligen.
De mobiele applicaties van Signal zijn gepubliceerd als vrije en open-broncodesoftware onder de GPLv3-licentie. De broncode voor de backendserver is gepubliceerd onder de AGPLv3-licentie.

## Geschiedenis

### 2010–2013: Oorsprong
Signal is de opvolger van een versleutelde belapplicatie genaamd RedPhone en een applicatie voor versleutelde tekstberichten genaamd TextSecure. De bètaversies van RedPhone en TextSecure waren gelanceerd in mei 2010 door Whisper Systems (niet hetzelfde als Open Whisper Systems), een start-up opgericht door beveiligingsonderzoeker Moxie Marlinspike en roboticist Stuart Anderson. Dezelfde onderneming maakte ook een firewall en gereedschap om andere datavormen te versleutelen. In tegenstelling tot Signal was deze software niet vrij en was de broncode niet openbaar. Deze applicaties waren alleen beschikbaar voor Android.
In november 2011 werd Whisper Systems opgekocht door Twitter. De financiële overeenkomst werd niet vrijgegeven. De overname was gedaan "vooral zodat dhr. Marlinspike kon helpen de beveiliging van de (toen nog) start-up te verbeteren". Kort na de overname werd de RedPhone-dienst onbeschikbaar gemaakt. Sommigen bekritiseerden het afsluiten van de dienst, met het argument dat deze "specifiek was gericht op [het helpen van] mensen onder onderdrukkende regimes" en dat het mensen achterliet in onveilige situaties, zoals de Egyptenaren tijdens de Egyptische revolutie in 2011.
Twitter publiceerde TextSecure als vrije en open-broncodesoftware onder de GPLv3-licentie in december 2011. RedPhone werd onder dezelfde licentie gepubliceerd in juli 2012. Later verliet Marlinspike Twitter en hij richtte Open Whisper Systems op als een open-broncode-samenwerkingsverband voor de hernieuwde ontwikkeling van TextSecure en RedPhone.

### 2013–2018: Open Whisper Systems

Een tijdlijn van de ontwikkeling van Signal. a) Toevoegen van versleutelde groepschats en instantberichten aan TextSecure. b) Einde van versleutelde sms/mms-berichten in TextSecure, waarna er een afsplitsing ('fork') kwam voor deze functie, genaamd SMSSecure (tegenwoordig Silence). c) RedPhone werd samengevoegd met TextSecure op Android en de applicatie werd omgedoopt tot Signal. d) Signal voor iOS werd gelanceerd als een tegenhanger van RedPhone voor iOS. e) Toevoeging van versleutelde groepschats en instantberichten aan de iOS-versie van Signal.

De website van Open Whisper Systems werd gelanceerd in januari 2013.
In februari 2014 introduceerde Open Whisper Systems de tweede versie van hun TextSecure Protocol (nu Signal Protocol), die mogelijkheden toevoegde voor versleutelde end-to-end-groepschat en instant messaging aan TextSecure. Tegen het einde van juli 2014 kondigden ze plannen aan om de RedPhone- en TextSecure-toepassingen samen te voegen als Signal. Deze aankondiging viel samen met de eerste versie van Signal als een RedPhone-tegenhanger voor iOS. 
De ontwikkelaars zeiden dat de volgende stappen zouden zijn het toevoegen van TextSecure-instant-messagingmogelijkheden voor iOS, het samenvoegen van de RedPhone- en TextSecure-toepassingen op Android, en het ontwikkelen van een web-client. Signal was de eerste iOS-app die gemakkelijke en sterk versleutelde telefoongesprekken gratis aanbood. TextSecure-compatibiliteit werd toegevoegd aan de iOS-applicatie in maart 2015.
Vanaf de lancering in mei 2010 tot maart 2015 had de Android-versie van Signal (ook TextSecure) ondersteuning voor gecodeerde sms/mms-berichten. Vanaf versie 2.7.0 ondersteunt de Android-app alleen nog het verzenden en ontvangen van gecodeerde berichten via het internet. Redenen voor deze beslissing waren veiligheidsproblemen van het sms/mms-protocol en problemen met de uitwisseling van sleutels. Open Whisper Systems' stopzetting van de sms/mms-encryptie had als gevolg dat een aantal gebruikers een afsplitsing ('fork') genaamd Silence (aanvankelijk SMSSecure) ontwikkelden, die is bedoeld voor de uitwisseling van gecodeerde sms- en mms-berichten.
In november 2015 werden TextSecure en RedPhone op Android samengevoegd tot Signal voor Android. Een maand later kondigde Open Whisper Systems Signal Desktop aan, een Chrome-app die gekoppeld kan worden met de mobiele Signal-app. Bij de lancering van de app kon alleen worden verbonden met de Android-versie van Signal.
Sinds 26 september 2016 kan Signal Desktop worden gekoppeld aan de iOS-versie. Op 31 oktober 2017 stopte Open Whisper Systems de ontwikkeling van de Chrome-app. Op hetzelfde moment kondigden ze de release van een standalone-desktop-client voor Windows, macOS en bepaalde Linuxdistributies aan.

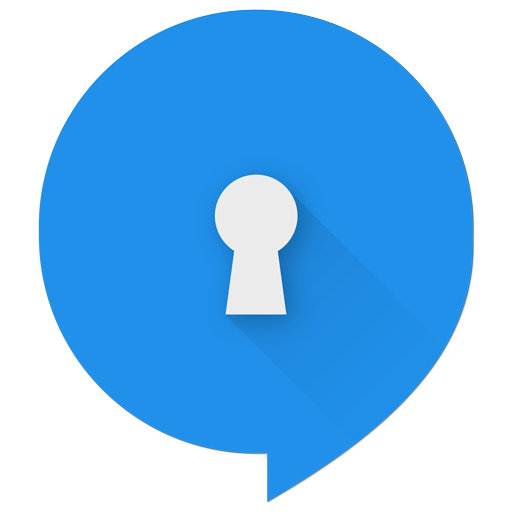
Het logo van de Androidapplicatie van februari 2015 tot maart 2017.

Op 4 oktober 2016 publiceerden de American Civil Liberties Union (ACLU) en Open Whisper Systems een reeks van documenten waaruit blijkt dat OWS in de eerste helft van dat jaar een dagvaarding had ontvangen om informatie over twee telefoonnummers aan een Amerikaanse federale grand jury te verstrekken. Slechts een van de twee telefoonnummers was bij Signal geregistreerd, en vanwege de manier waarop de dienst is ontworpen kon Open Whisper Systems alleen informatie geven over het tijdstip dat dat gebruikersaccount was aangemaakt en de laatste keer dat het met de dienst verbinding had gemaakt. Behalve de dagvaarding kreeg OWS ook een spreekverbod over de dagvaarding opgelegd voor de duur van een jaar, dat deels werd opgeheven nadat het met hulp van de ACLU was aangevochten. De dagvaarding was de eerste die OWS had ontvangen, en latere verzoeken van overheden zouden op dezelfde manier (middels samenwerking met de ACLU en het openbaren van de verzoeken) behandeld worden.
In maart 2017 veranderde Open Whisper Systems Signals belsysteem van RedPhone naar WebRTC, wat ook de mogelijkheid tot het maken van videogesprekken toevoegde.

### 2018–heden: Signal Messenger
Sinds 21 februari 2018 is Brian Acton, mede-oprichter en voormalig medewerker van WhatsApp, Executive Chairman en geldschieter van de nieuwe Signal Foundation. Moxie Marlinspike blijft de CEO.
In de periode tussen november 2019 en februari 2020 heeft Signal ondersteuning toegevoegd voor iPads, view-once-foto's en video's, stickers en reacties. In oktober 2020 heeft Signal het groepsberichtensysteem vernieuwd en functionaliteiten uitgebreid met onder andere beheerders, groepsrechten en vermeldingen.  In november 2022 heeft Signal "verhalen" toegevoegd waarmee gebruikers posts kunnen delen die na 24 uur verdwijnen. In maart 2024 heeft Signal optionele gebruikersnamen geïntroduceerd en telefoonnummerprivacy, waarmee gebruikers hun telefoonnummer kunnen verbergen en de vindbaarheid op basis van het telefoonnummer kunnen aanpassen.
Met de tweet "Use Signal" adviseerde Elon Musk op 7 januari 2021 over te stappen van WhatsApp naar Signal, als reactie op de volgens Musk voor gebruikers nadelige wijzigingen in de privacyvoorwaarden van WhatsApp. Nadat WhatsApp de nieuwe voorwaarden invoerde, werd Signal opmerkelijk vaker gedownload. Hoewel de bekritiseerde wijzigingen niet in Europa gelden, was daar ook een stijging vast te stellen.
In januari 2025 zag Signal in Nederland een opmerkelijk stijging in het aantal downloads en nieuwe registraties. In de Nederlandse App Store categorie 'Sociaal netwerken' stond Signal op positie 1 en ook in Google Play deed de app het goed in de categorie Communicatie. Wereldwijd stond Nederland in de top 10 qua nieuwe gebruikers van Signal. Waarschijnlijk speelden hierbij de politieke ontwikkelingen met betrekking tot big tech in de VS een rol, want de interesse in Signal steeg direct nadat Mark Zuckerberg op 7 januari 2025 aankondigde Meta's fact-checking-programma's stop te zetten, wat werd gezien als een toegeving van Meta aan de regering-Trump. Meta is de eigenaar van WhatsApp.
Signal deelt geen cijfers over het aantal gebruikers in Nederland. Uit onderzoek van Telecompaper bleek dat Signal in Nederland meer dan 2 miljoen gebruikers heeft.

## Ontwikkelaars en financiering
Signal wordt ontwikkeld door Signal Foundation en Signal Messenger LLC. De Signal Foundation wordt gefinancierd door een combinatie van grote en kleine donaties, en alle producten zijn gepubliceerd als gratis en opensourcesoftware.
Sinds oktober 2016 heeft het project een onbekende hoeveelheid donaties van individuele sponsors ontvangen via de Freedom of the Press Foundation. Open Whisper Systems heeft ook giften ontvangen van de Knight Foundation, de Shuttleworth Foundation, en het Open Technology Fund, een programma gefinancierd door de overheid van de Verenigde Staten dat ook andere privacyprojecten zoals het anonimiteitsnetwerk Tor en de versleutelde chatapp Cryptocat heeft gesteund.

## Beveiliging en privacy
Signal is een beveiligde berichtenapp die end-to-end-encryptie gebruikt om de privacy van gebruikers te waarborgen. Alle berichten, oproepen en gedeelde bestanden worden versleuteld met het Signal Protocol, zodat alleen de afzender en ontvanger er toegang toe hebben. De app en het Signal Protocol zijn open source, wat onafhankelijke audits mogelijk maakt om de veiligheid te verifiëren.
Signal is ontworpen om niets van gebruikers te weten maar ontvangt regelmatig bevelschriften van overheden om persoonlijke informatie over gebruikers over te dragen. Signal beschikt niet over die informatie en kan alleen unix-tijdstempels voor wanneer een account is aangemaakt en de datum waarop een account voor het laatst verbinding heeft gemaakt met de Signal-servers delen.
In februari 2020 adviseerde de Europese Commissie haar medewerkers om Signal te gebruiken voor veilige communicatie.
Het Zwitserse leger verbood begin 2022 militairen om andere berichtendiensten dan het Zwitserse Threema te gebruiken, waardoor Signal, WhatsApp en Telegram werden verboden. Dit vanwege veiligheidsrisico’s, en omdat het gebruik ervan onder de Amerikaanse CLOUD Act valt, waardoor Amerikaanse rechtbanken gegevens kunnen opvorderen, ook als die op buitenlandse servers staan.
In Nederland is Signal bij een aantal Rijksorganisaties verplicht gesteld. Ook bewindspersonen en ambtenaren maken veelvuldig gebruik van Signal.
In december 2024 beval de Amerikaanse overheid hooggeplaatste overheidsfunctionarissen en politici het gebruik van end-to-end versleutelde berichtendiensten aan, waarbij Signal specifiek als voorbeeld werd genoemd. Na een eerdere cyberaanval op telecommunicatiebedrijven riep de FBI ook alle burgers op om end-to-end versleutelde diensten zoals Signal te gebruiken.